# Soufiane Saadane
Soufiane Saadane (en arabe : سفيان سعدان), né le 19 mars 1994 à Casablanca (Maroc) est un footballeur marocain évoluant dans le club du FUS de Rabat. Il joue au poste de milieu de terrain.

## Biographie
Soufiane Saadane naît à Casablanca au Maroc et intègre tôt le centre de formation du Raja Club Athletic.
Joueur clé en équipe B du Raja Casablanca qui évolue en championnat amateur, il est prêté pendant six mois au Wydad de Fes en D1 marocaine. Il dispute quatre matchs en Botola Pro et marque un but. Dans la deuxième partie de saison, il retourne au Raja Casablanca et dispute deux matchs de championnat. Il termine la saison en tant que vice-champion de la Botola Pro 2013-14.
Le 1er juillet 2014, il est prêté au CA Youssoufia Berrechid. Il y dispute trois saisons en D2 marocaine. En juin 2016, lors d'un match de championnat contre l'Union Sidi Kacem, une altercation éclate entre les joueurs du CAY et l'arbitre. Soufiane Saadane est sanctionné de quatre matchs et écope d'une amende de 2.250 DH.
Le 19 septembre 2017, il est transféré au FUS de Rabat pour un montant gratuit. Lors de son arrivée au FUS, l'entraîneur Walid Regragui est à la tête du club.

## Palmarès
Raja Club Athletic
- Championnat du Maroc  :
  - Vice-champion : 2013-14